# Raival
Raival és un municipi francès situat al departament del Mosa i a la regió del Gran Est. L'any 2007 tenia 249 habitants.

## Demografia

### Població
El 2007 la població de fet de Raival era de 249 persones. Hi havia 106 famílies, de les quals 32 eren unipersonals (12 homes vivint sols i 20 dones vivint soles), 37 parelles sense fills, 33 parelles amb fills i 4 famílies monoparentals amb fills.
La població ha evolucionat segons el següent gràfic:
Habitants censats

### Habitatges
El 2007 hi havia 121 habitatges, 105 eren l'habitatge principal de la família, 5 eren segones residències i 11 estaven desocupats. 113 eren cases i 8 eren apartaments. Dels 105 habitatges principals, 78 estaven ocupats pels seus propietaris, 25 estaven llogats i ocupats pels llogaters i 1 estava cedit a títol gratuït; 3 tenien dues cambres, 15 en tenien tres, 28 en tenien quatre i 59 en tenien cinc o més. 92 habitatges disposaven pel capbaix d'una plaça de pàrquing. A 51 habitatges hi havia un automòbil i a 37 n'hi havia dos o més.

### Piràmide de població
La piràmide de població per edats i sexe el 2009 era:
| Homes | Edats   | Dones |
| ----- | ------- | ----- |
| 0     | 95 o +  | 0     |
| 0     | 90 a 94 | 0     |
| 0     | 85 a 89 | 0     |
| 0     | 80 a 84 | 0     |
| 4     | 75 a 79 | 12    |
| 12    | 70 a 74 | 4     |
| 4     | 65 a 69 | 12    |
| 4     | 60 a 64 | 4     |
| 0     | 55 a 59 | 4     |
| 12    | 50 a 54 | 0     |
| 12    | 45 a 49 | 12    |
| 12    | 40 a 44 | 12    |
| 8     | 35 a 39 | 4     |
| 0     | 30 a 34 | 4     |
| 12    | 25 a 29 | 4     |
| 8     | 20 a 24 | 8     |
| 8     | 15 a 19 | 8     |
| 4     | 10 a 14 | 0     |
| 8     | 5 a 9   | 4     |
| 8     | 0 a 4   | 0     |

## Economia
El 2007 la població en edat de treballar era de 151 persones, 112 eren actives i 39 eren inactives. De les 112 persones actives 103 estaven ocupades (65 homes i 38 dones) i 9 estaven aturades (4 homes i 5 dones). De les 39 persones inactives 10 estaven jubilades, 13 estaven estudiant i 16 estaven classificades com a «altres inactius».

### Ingressos
El 2009 a Raival hi havia 108 unitats fiscals que integraven 260,5 persones, la mediana anual d'ingressos fiscals per persona era de 15.303 €.

### Activitats econòmiques
Dels 13 establiments que hi havia el 2007, 2 eren d'empreses extractives, 1 d'una empresa alimentària, 2 d'empreses de construcció, 4 d'empreses de comerç i reparació d'automòbils, 1 d'una empresa de transport, 1 d'una empresa d'hostatgeria i restauració, 1 d'una empresa immobiliària i 1 d'una empresa de serveis.
Dels 3 establiments de servei als particulars que hi havia el 2009, 2 eren fusteries i 1 restaurant.
L'any 2000 a Raival hi havia 9 explotacions agrícoles que ocupaven un total de 960 hectàrees.

## Poblacions més properes
El següent diagrama mostra les poblacions més properes.